# Lefortowo

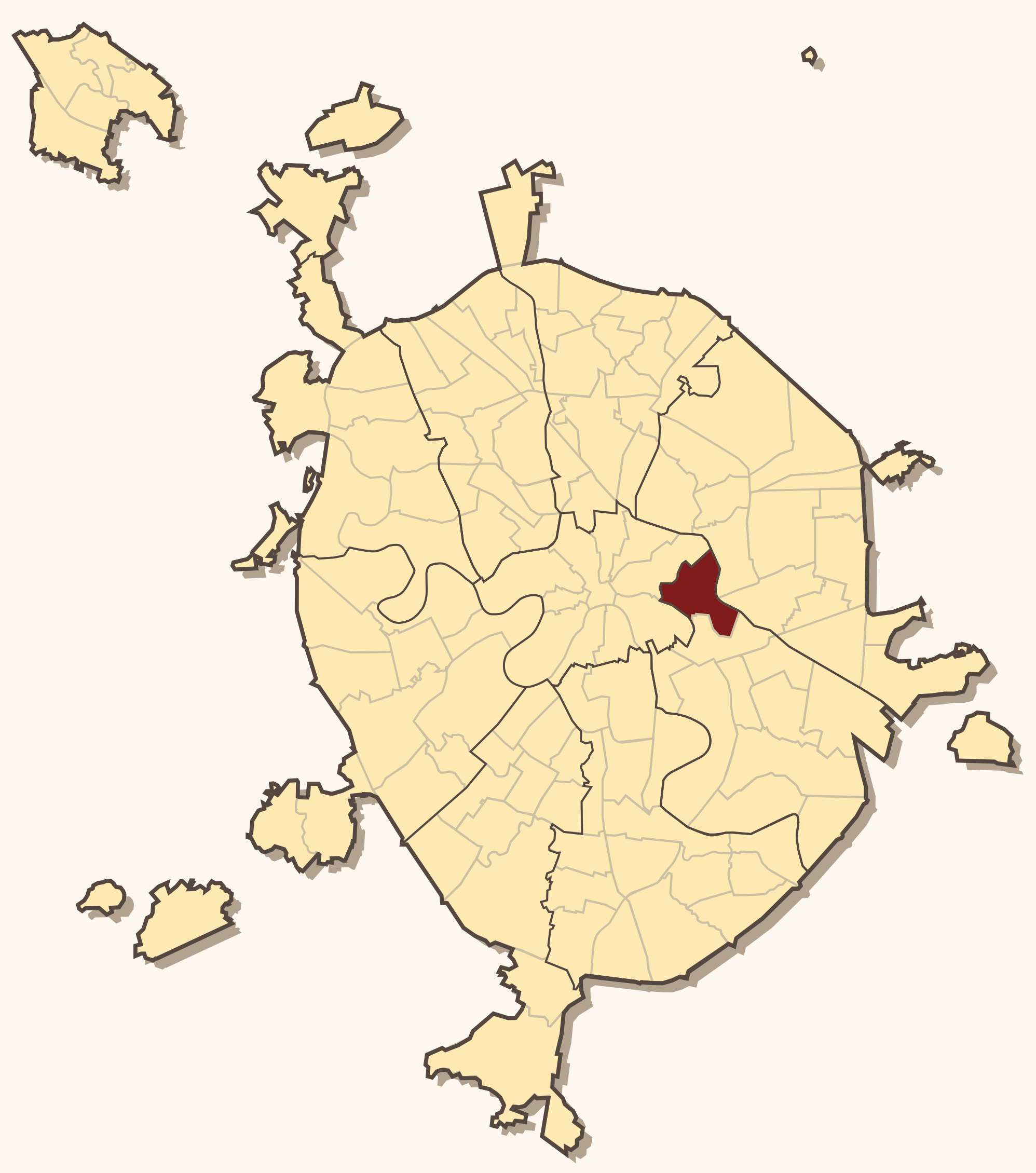
Lage von Lefortowo in Moskau

Das Stadtviertel Lefortowo (russisch Лефортово anhörenⓘ) liegt östlich vom Zentrum Moskaus und wurde nach dem Schweizer Admiral François Le Fort benannt, der ein enger Vertrauter von Zar Peter dem Großen war. Die Einheit, die unter dem Kommando von Le Fort stand, war am linken Ufer des Flusses Jausa stationiert.

## Geschichte
Ursprünglich bezeichnete der Name nur den Standort der Einheit, später kam das gesamte Gebiet zwischen der Nemezkaja sloboda (Deutsche Siedlung) im Westen und Annengofskaja Roschtscha hinzu. Im Laufe der Zeit wurde in dem Viertel ein Zarenpalast errichtet, in dem sich heute eine Panzerakademie befindet. Bis heute hat Lefortowo die Bedeutung als wichtigster Standort von mehreren Militäreinheiten und Akademien beibehalten.
Am Anfang des 20. Jahrhunderts wurden die angrenzenden Grundstücke mit Fabriken und Produktionsstätten bebaut.
Die wichtigsten Unternehmen waren und sind noch der Stahlproduzent Serp i Molot (deutsch „Sichel und Hammer“) und Spirituosenfabrik Kristall. Aus Gründen des Umweltschutzes soll der Stahlproduzent an den Stadtrand verlagert werden und die Fläche für neue Wohnsiedlungen, Bürogebäude und Einkaufsmöglichkeiten geschaffen werden. Die Spirituosenfabrik wurde renoviert und beherbergt zurzeit auch das Wodka-Museum, welches mit zu den Sehenswürdigkeiten des Stadtteils zählt.
Auf dem Gebiet des Lefortowo-Viertels befindet sich mit dem Wwedenskoje-Friedhof der bedeutendste deutsche Friedhof auf dem Territorium Moskaus.
Auch das berüchtigte Lefortowo-Gefängnis für politische Häftlinge hat seinen Namen nach dem Viertel bekommen.

## Galerie

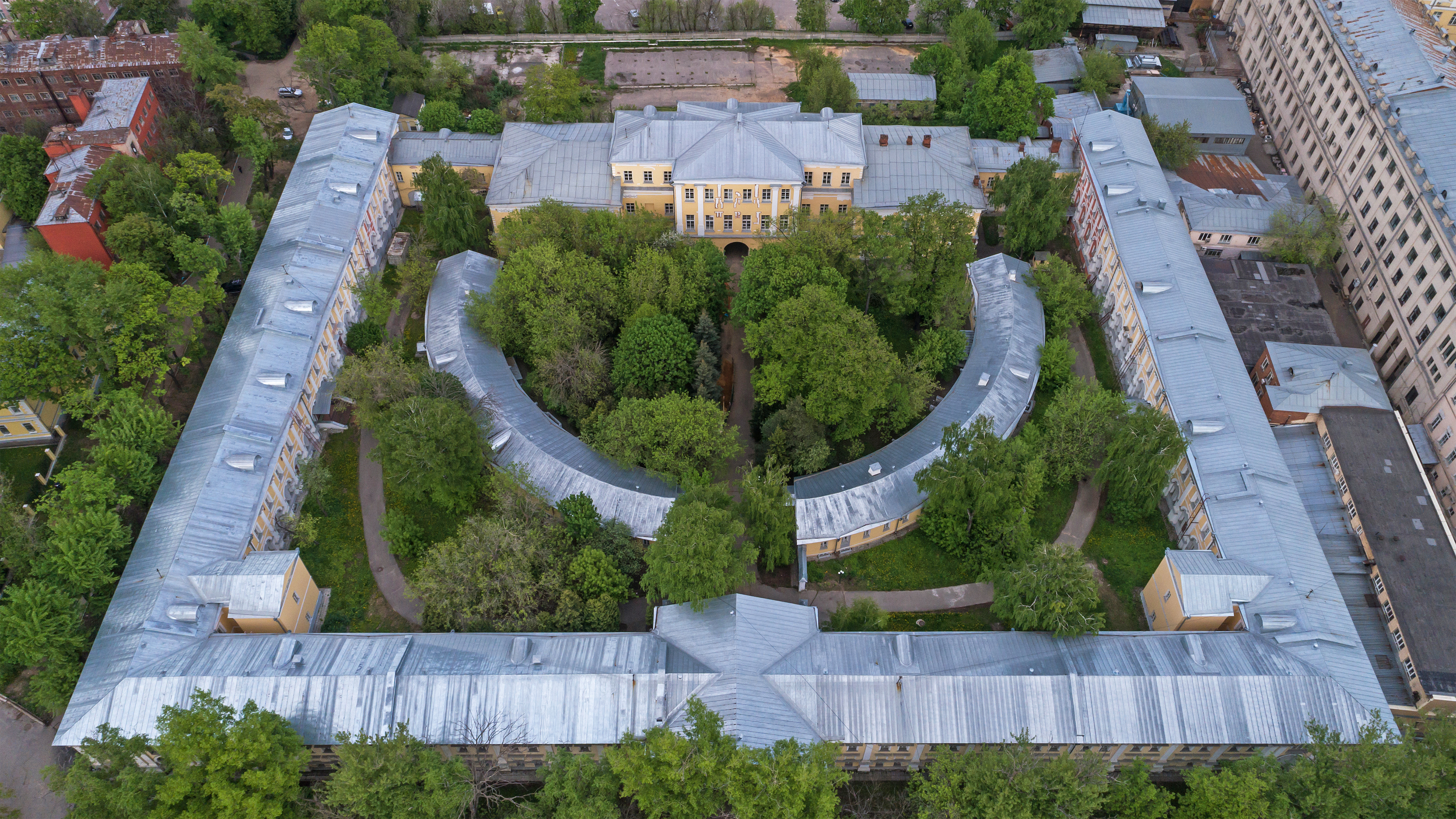
Lefortowo-Palast, jetzt Russisches Staatliches Militärhistorisches Archiv
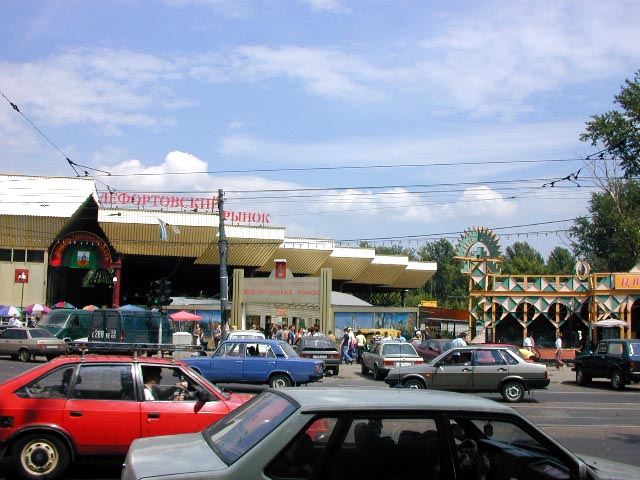
Ein Markt in Lefortowo
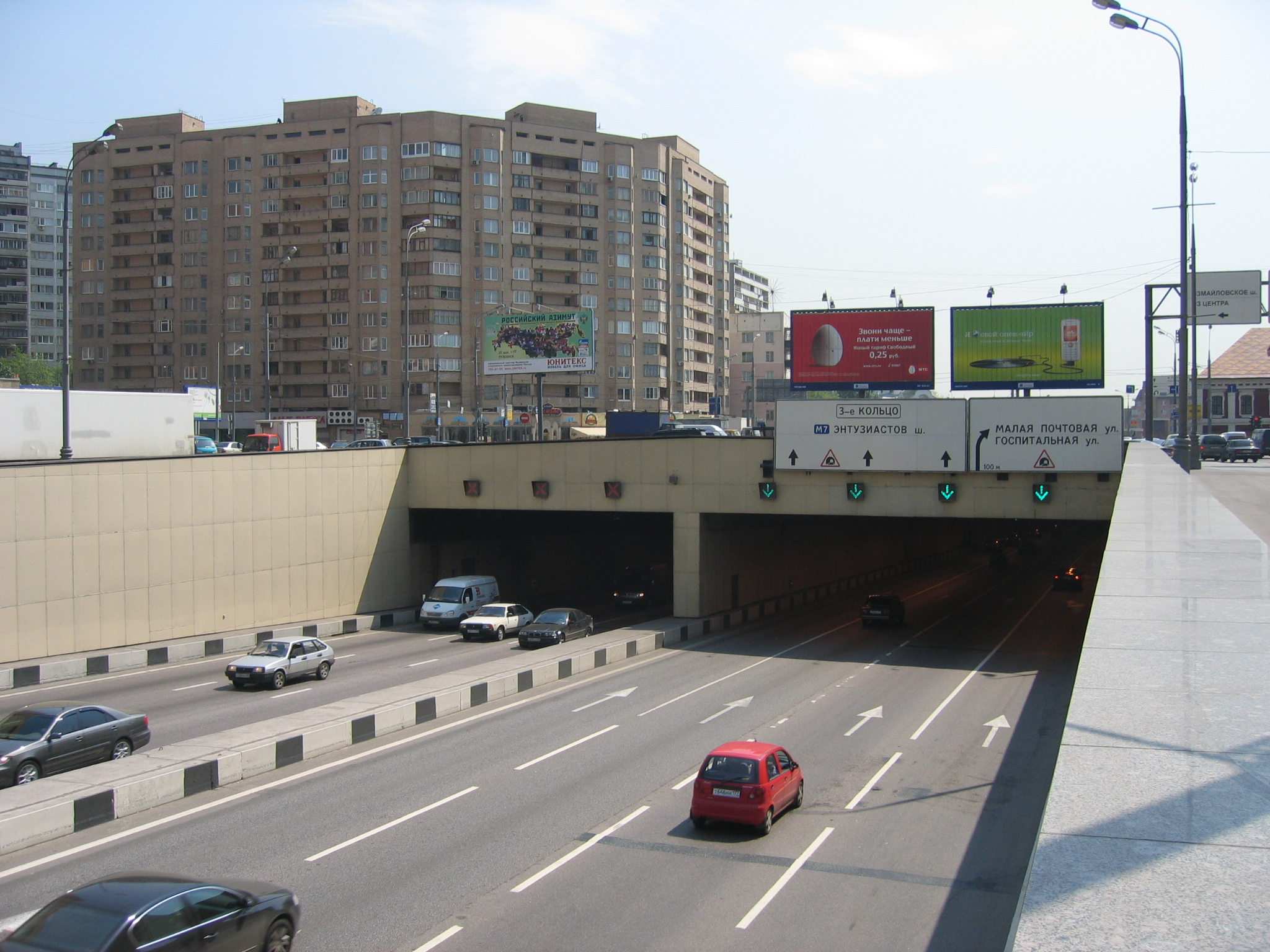
Nordrampe des Lefortowo-Tunnels
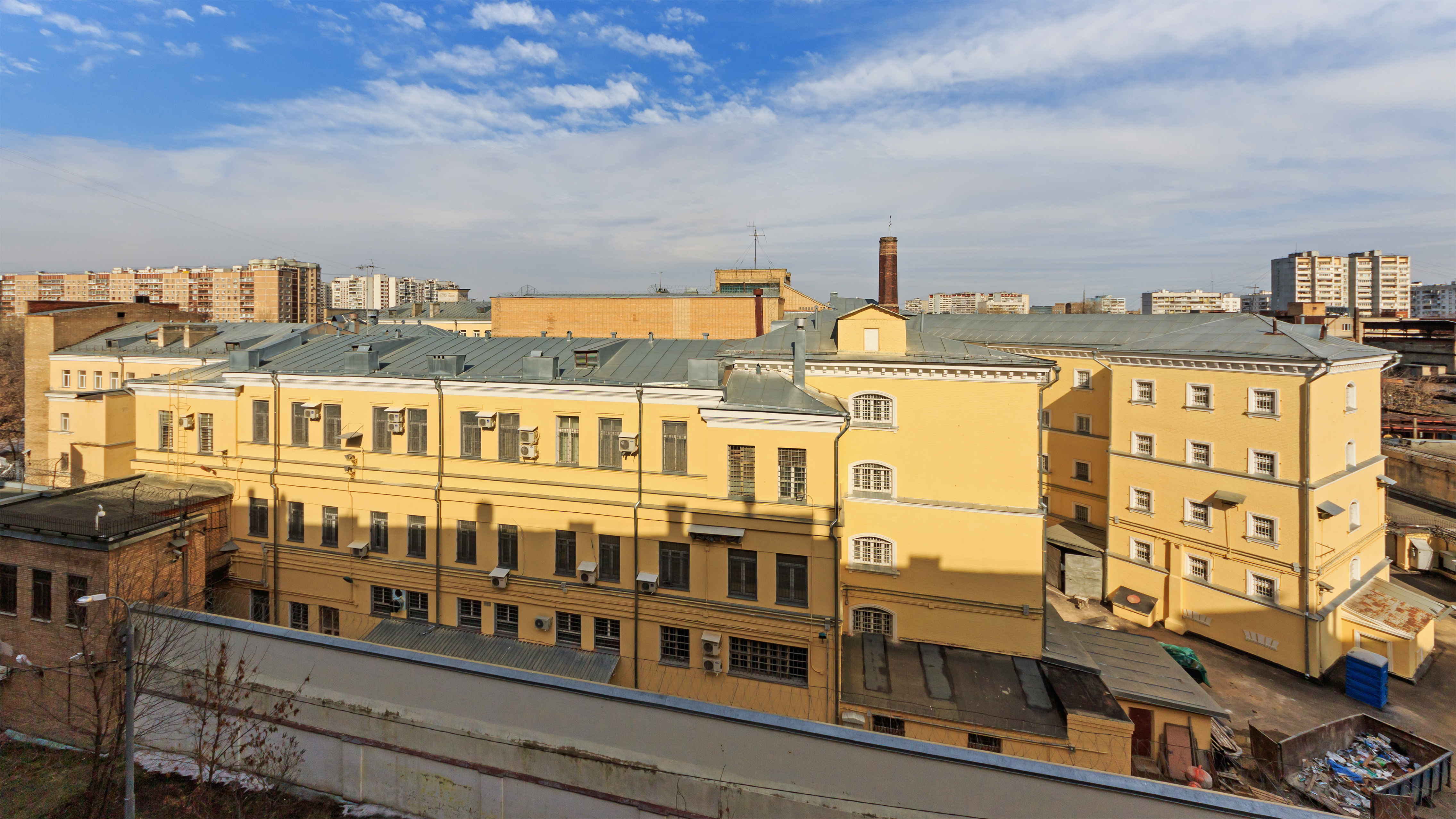
Lefortowo-Gefängnis
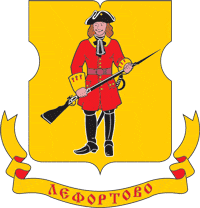
Wappen von Lefortowo